# 特维尔主易圣容大教堂
特维尔主易圣容大教堂（俄语：Спасо-Преображенский собор）是特维尔教区的一座大教堂，1271年前，教堂原址就有一座木製教堂。1286年，人們修建了一個石製教堂。在17世纪初波蘭－立陶宛聯邦入侵俄羅斯沙皇國期间，該教堂被拆。人們於1689年至1696年在舊址上重新建造教堂。該教堂於1935年又被炸毀。1992年後，有人提出應該重建這座教堂。2014年12月20日，有人根據舊圖紙開始重建教堂。截至2019年，教堂大致重建完畢。